# Goetel-Gletscher
Der Goetel-Gletscher (polnisch Lodowiec Goetla) ist ein Gletscher an der Südküste von King George Island im Archipel der Südlichen Shetlandinseln. Er fließt zwischen dem Ullmann Spur und den Precious Peaks in südlicher Richtung zum Martel Inlet, einer Nebenbucht der Admiralty Bay.
Teilnehmer einer polnischen Antarktisexpedition benannten ihn nach dem polnischen Geologen und Naturschützer Walery Goetel (1889–1972).